# راشيل إنغلز
راشيل إنغلز (بالإنجليزية: Rachel Ingalls)‏ (13 مايو 1940، كامبريدج في الولايات المتحدة - 6 مارس 2019، لندن في المملكة المتحدة)؛ روائية أمريكية. درست في كلية رادكليف.

## روابط خارجية
- راشيل إنغلز على موقع IMDb (الإنجليزية)
- راشيل إنغلز على موقع قاعدة بيانات الفيلم (الإنجليزية)